# Fanm Deside
 (mai 2021).
La mise en forme du texte ne suit pas les recommandations de Wikipédia : il faut le « wikifier ».
Les points d'amélioration suivants sont les cas les plus fréquents :
- Les titres sont pré-formatés par le logiciel. Ils ne sont ni en capitales, ni en gras.
- Le texte ne doit pas être écrit en capitales (les noms de famille non plus), ni en gras, ni en italique, ni en « petit »…
- Le gras n'est utilisé que pour surligner le titre de l'article dans l'introduction, une seule fois.
- L'italique est rarement utilisé : mots en langue étrangère, titres d'œuvres, noms de bateaux, etc.
- Les citations ne sont pas en italique mais en corps de texte normal. Elles sont entourées par des guillemets français : « et ».
- Les listes à puces sont à éviter, des paragraphes rédigés étant largement préférés. Les tableaux sont à réserver à la présentation de données structurées (résultats, etc.).
- Les appels de note de bas de page (petits chiffres en exposant, introduits par l'outil «  Source ») sont à placer entre la fin de phrase et le point final[comme ça].
- Les liens internes (vers d'autres articles de Wikipédia) sont à choisir avec parcimonie. Créez des liens vers des articles approfondissant le sujet. Les termes génériques sans rapport avec le sujet sont à éviter, ainsi que les répétitions de liens vers un même terme.
- Les liens externes sont à placer uniquement dans une section « Liens externes », à la fin de l'article. Ces liens sont à choisir avec parcimonie suivant les règles définies. Si un lien sert de source à l'article, son insertion dans le texte est à faire par les notes de bas de page.
- La présentation des références doit suivre les conventions bibliographiques. Il est recommandé d'utiliser les modèles {{Ouvrage}}, {{Chapitre}}, {{Article}}, {{Lien web}} et/ou {{Bibliographie}}. Le mode d'édition visuel peut mettre en forme automatiquement les références.
- Insérer une infobox (cadre d'informations à droite) n'est pas obligatoire pour parachever la mise en page.

Pour une aide détaillée, merci de consulter Aide:Wikification.
Si vous pensez que ces points ont été résolus, vous pouvez retirer ce bandeau et améliorer la mise en forme d'un autre article.
 (mai 2021).
 (avril 2023).
Fanm Deside (Les Femmes décident, en français) est une organisation féministe à but non lucratif et non confessionnelle, fondée à Jacmel le 22 mars 1989 par 13 femmes haïtiennes et 3 sœurs canadiennes de l’Institut Notre-Dame du Bon Conseil de Montréal. L’organisation promeut et défend les droits des femmes ainsi que des filles, lutte pour le changement des conditions de leur vie en leur offrant plus d’opportunités sociales, économiques et politiques. Fanm Deside accorde une importance capitale aux revendications des femmes, à la lutte pour l’égalité des sexes et au respect de leurs droits.
Fanm Deside est manifeste d’ouverture, c’est-à-dire qu’elle reconnaît la capacité des individuels notamment des femmes à participer à la recherche et à la mise en œuvre de solutions aux situations qui les concernent. Elle mise sur les capacités des femmes et le développement de leur plein potentiel.

## Histoire
Fanm Deside mete tèt ansanm (ancien nom de la structure) est fondée le 22 mars 1989. Cette organisation féministe non gouvernementale à but non lucratif œuvre pour la promotion et la défense des droits des femmes dans le Sud-Est d’Haïti. Elle fut créée par trois religieuses étrangères de la congrégation Bon Conseil de Montréal. Ces religieuses étaient établies dans la métropole du Sud-Est où elles étaient souvent sollicitées par des femmes démunies pour le soutien économique. Pour dépasser cette situation, ces trois religieuses avaient proposé à plusieurs de ces femmes qui avaient l’habitude de les solliciter leur support de créer une association afin de mettre ensemble leurs faibles gains pour le développement de la communauté. 
C’est ainsi que treize femmes haïtiennes habitantes du quartier de Saint-Cyr, à Jacmel, avaient accepté la proposition des sœurs. Elles ont créé une structure pour se soutenir mutuellement sur le plan économique. Ces femmes ont commencé à investir dans le commerce en mettant sur pied un magasin communautaire et des citernes de distribution d’eau potable. À ses débuts, l’organisation n’avait pas une visée féministe.
Dans la foulée, l’organisation fut nommée Fanm Deside par ces pionnières. Au fur et à mesure, ces femmes se sont rendu compte que les problèmes auxquels elles étaient confrontées au quotidien étaient liés à des discriminations structurelles qui dépassent leurs situations économiques. Ces problèmes concernent : les violences faites aux femmes, l’abandon des enfants, etc. Entre 1990 et 2000, la nature de l’organisation a évolué dans un sens plus féministe.
Les femmes qui avaient rejoint l’organisation avaient entre-temps décidé d’orienter les actions de la structure au sens d’une prise en compte de la condition des femmes avec l'apport de Magalie Marcelin. Le 25 novembre 1995, pour la première fois, elles ont conduit une action publique sur les violences faites aux femmes. Pendant les années 2000, la militante féministe Magalie Marcelin leur avait apporté les formations nécessaires pour assurer la prise en charge des femmes et des filles victimes de violence. Ce choix stratégique marque le tournant dans l’évolution de Fanm Deside qui passe d’une orientation pour le développement à celle d’une organisation féministe qui se concentre aussi sur des actions de développement.
En 2001, Marie Ange Noël, ancienne membre de la SOFA, accède à la tête de l’organisation et impulse une nouvelle dynamique à la structure. Au cours de cette année, l’organisation mène des actions allant dans le sens de la transformation de la condition des femmes tout en œuvrant pour changer les situations des femmes.
À partir de cette date, Fanm Deside s’assume comme une organisation féministe qui revendique un ensemble de droits pour les femmes. Elle prend des initiatives allant dans le sens de l’extension de son aire d’intervention. Dans le Sud-Est et ailleurs, elle a construit une longue tradition d’intervention dans le domaine de la promotion et du respect des droits des femmes. Selon ses responsables, depuis sa création, l’organisation mène une bataille constante afin de sensibiliser et de promouvoir le respect des conventions relatives aux droits de la personne, notamment ceux des femmes dans le but de provoquer un changement au niveau : des comportements, des attitudes et des pratiques tant des membres des associations / organisations locales que des institutions nationales. 

### Les grandes étapes dans l’évolution deFanm Deside
Ces changements se sont produits pendant les 3 premières décennies d’existence de l'organisation. La plupart d’entre eux sont opérés sous l’impulsion de sa coordonnatrice actuelle, Madame Marie Ange Noël, à partir de la fin des années 1990. Madame Noël avait rejoint l’organisation définitivement en 2001.
En 2001, l’organisation a abandonné la logique organisationnelle développementiste pour embrasser une ligne féministe. Au cours de cette période, l’organisation définit son slogan et dessine son logo.
En 2001, Fanm Deside s’affirme en entité autonome face aux autres groupes qui évoluent au sein du Sant Sosyal Lakonbit en mettant sur pied sa propre administration. Elle commence t à porter des revendications franchement féministe.
À partir du 25 novembre 2001, Fanm Deside a décidé d’intégrer les hommes dans sa ligne d’action contre les violences faites aux femmes.
En 2006, elle adopte différents outils administratifs. À la suite du projet de Fon Kore Fanm et d’un projet de diagnostic mené avec CECI (Réf diagnostic d’Andrée Gilbert), Fanm Deside systématise son institutionnalisation ; -Division des tâches et délégation de responsabilités au sein de l’organisation. -Lutte contre les violences faites aux femmes et prise en compte de la condition des femmes en même temps que les situations de celles-ci ;
En 2012, Systématisation et professionnalisation du service d’hébergement des femmes victimes de violence par la création de la maison d’hébergement de l’organisation: le Centre Magalie Marcelin pour la Vie. Ce nom lui est accordé en hommage à la militante féministe Magalie Marcelin pour sa ferme collaboration avec Fanm Deside et les organisations féministes haïtiennes. A noter que le centre constitue l’un des plus grands succès de l’organisation.
Affiliation avec les autres organisations de femmes du département du Sud-Est en vue d’y implanter un réseau de femmes fortes dans le département, capables de porter les revendications des femmes ;
En 2014, Création de son poulailler dénommé “Fèm Bon Poul S.A”, financé par Développement et Paix Caritas Canada. Son projet majeur soutenant son autonomie financière et organisationnelle.
L’organisation vit actuellement sa troisième étape de son existence. Dans cette nouvelle phase, elle présente comme un acteur majeur de la visée sociale et politique du Sud-est, en témoigne la manière dont elle s’est positionnée contre la venue de l’ancien président Michel Martelly dans les dernières festivités carnavalesques de 2018. 

### Slogan
Au regard de sa vision, sa mission et ses valeurs, Fanm Deside est une organisation féministe qui mène une lutte politique pour le changement et l’amélioration de la condition et des situations des femmes. En témoigne notre slogan : “Se Batay Fanm kap chanje Kondisyon Fanm”. ( C’est le combat des femmes qui changera la condition des femmes).

### Couverture géographique
Fanm Deside détient une couverture départementale qui regroupe les dix communes du Sud’Est d’Haïti à savoir Jacmel, Cayes-Jacmel, Marigot, La Vallée de Jacmel, Bainet, Côtes-de-Fer, Anse-à-Pitres, Thiotte, Grand-Gosier et Belle-Anse. L’organisation intervient dans d’autres régions du pays également.

## Vision, mission et valeurs
Fanm Deside aspire à une société juste et égalitaire pour les femmes et filles. Sa mission est d’œuvrer au changement de la condition des femmes, à l’amélioration de leur situation en collaborant avec d’autres organisations pour une transformation sociale. Dans une perspective éthique, chaque valeur soutenue par Fanm Deside représente ce qui inspire, motive et guide les décisions et les actions dans les rapports de l’organisation avec ses groupes cibles, bénéficiaires, partenaires et autrui. Les valeurs jouent donc un rôle central dans la justification des décisions et actions envers autrui, surtout si ces dernières peuvent entraîner des conséquences indésirables.

### Les six (6) valeurs suivantes constituent les bases deFanm Deside
1. Sororité

La sororité repose sur cette conscience et la motivation à contribuer concrètement au bien-être des femmes en participant aux actions collectives qui y sont liées. Elle cherche également à renforcer les liens entre les organisations féministes sœurs partageant la même réalité, les mêmes conditions de vie ainsi que la volonté de protection. De par sa nature féministe, Fanm Deside est sensible aux besoins spécifiques des femmes. Elle est solidaire aux femmes et filles victimes de violences, militantes féministes, organisations féminines, défenseurs des droits de la personne notamment les droits des femmes, les actrices-acteurs à l’avancement de l’égalité entre les sexes. Cette sensibilité se manifeste par le développement d’humanité comme lien d’ouverture à l’autre, à l’écoute empathique et au respect.
1. Respect

Le respect représente l’une des valeurs universelles des droits de l’homme. Fanm Deside établit le respect comme l’un des fondements des relations interpersonnelles et de la paix sociale axée sur les moyens de réalisation des aspirations de l’organisation. Elle l’implique comme une compréhension et un partage des valeurs d'une personne ou d'une cause pour améliorer l’égalité ou pour prendre son destin en main, la lutte émancipatrice est un passage obligé pour la reconnaissance des droits des minorités. La tolérance, quant à elle, sous-entend le fait de supporter quelqu'un ou quelque chose indépendamment de l'opinion ou du jugement qui lui est porté. Fanm Deside renvoie donc le respect à la notion d’équité.
1. Egalité

L’égalité vise la reconnaissance de l’égale dignité et considération de tous les êtres humains. Fanm Deside fait de l’égalité le pilier central de ses actions. Elle l’inclut comme la considération égale des besoins des personnes et des groupes aux services appropriés, de qualité égale, disponibles, accessibles à toutes et tous non limités par la situation géographique, l’origine ethnique ou religieuse, le sexe ou la situation financière. Cette égalité peut également justifier des traitements particuliers pour des personnes pour qui le traitement égal n’est pas adéquat, à titre d’exemple : les services particuliers pour les personnes ayant un handicap physique. Dans cette perspective, Fanm Deside accorde une attention particulière aux groupes qui subissent plus souvent les inconvénients ou qui bénéficient peu d’avantages.
1. Justice sociale

La justice est au centre des interventions de Fanm Deside. Elle concentre son action sur la mise en œuvre des droits civils et politiques des femmes tout en les considérant indissociables des droits économiques, sociaux et culturels. Aussi, elle est inscrite à une perspective humaniste de recherche de justice et d’équité en faveur d’une société juste et sans violence où les droits des femmes et des filles sont respectés. En tant que valeur, la justice sociale comprend cette égalité idéale visant l’harmonie des rapports dans la société.
1. Transparence

La transparence vise à assurer un accès facile et le plus rapide possible à toute l’information critique et à toutes les explications pertinentes pour les parties intéressées et touchées, tout en respectant les exigences légales de confidentialité.  
1. Engagement

Élaboré avec la signature de l’engagement, le travail de Fanm Deside s’associe aux luttes pour une déconstruction sociale du patriarcat vers la concrétisation des droits socio-politiques, économiques et culturels des femmes. Il s’agit d’un engagement volontaire, qui se réalise dans un cadre structuré et qui s’inscrit à une perspective de solidarité à long terme, sans aucun but lucratif. 

## Membres
Les membres de Fanm Deside sont des femmes ou jeunes filles âgées de 18 ans et plus et de toutes organisations affiliées ayant suivi le processus d’adhésion et embrassant la philosophie de Fanm Deside.
L’organisation compte 4 catégories de membres: Fondatrices, honoraires, membres adhérentes et membres affiliées, 
Membres Fondatrices : Les membres fondatrices sont celles qui ont participé à la première réunion, qui ont signé l’acte constitutif et qui s’engagent à travailler à la survie et au développement de l’organisation. Elles participent activement aux décisions et à l’identification des membres du Comité exécutif Ce sont des conseillers permanents. 
Membres Honoraires : Les membres honoraires sont toutes personnes physiques ou morales qui s’intéressent à la mission, adhèrent à la philosophie de Fanm Deside et qui apportent un support sur le plan moral, financier et matériel.
Membres adhérentes: Toutes femmes ou jeunes filles âgées d’au moins 18 ans qui sont référées par un membre actif, qui manifestent le désir de collaborer pour la concrétisation des objectifs de Fanm Deside et qui adhèrent aux présents statuts en signant les règlements intérieurs et acceptent de payer la cotisation. Elles bénéficient du statut de membres après la ratification par l’Assemblée générale. 
Membres affiliés: Les organisations de femmes qui évoluent dans le secteur de défense des droits des femmes, qui partagent la philosophie de Fanm Deside et qui ont signé le protocole d’affiliation et qui acceptent de payer une cotisation
Aujourd’hui, Fanm Deside compte plus de 4000 membres issus des membres affiliés dans les communes du Sud-Est, dont 700 membres actifs dans la ville de Jacmel. 

## Axes d'Intervention
Les quatre principaux « axes d’intervention » de Fanm Deside

### Formation et Sensibilisation
L'axe de formation et de sensibilisation concerne tant les femmes que les hommes. Fanm Deside travaille autant avec ses membres qu’avec des personnes externes. Cet axe vise à former et attirer l’attention de la population sur les inégalités sociales et plus spécifiquement celles qui concernent les femmes. Elle vise à inciter les gens à changer de comportement

### Plaidoyer
Fanm Deside collabore avec des organisations féministes et groupements de base de la société civile au niveau régional et national en intervenant sur les problèmes qui affectent les femmes et la société. Dans cet axe, les revendications de Fanm Deside et des femmes sont définies, des actions sont menées auprès des autorités pour les responsabiliser vis-à-vis des difficultés de la population. 

### Prise en charge des femmes victimes de violences de genre
Dans cet axe, Fanm Deside fournit un service que l’organisation considère comme holistique.
- Accueil/écoute
- Accompagnement médical pour les femmes survivantes de violences sexistes et sexuelles ;
- Assistance légale et judiciaire aux victimes. L’organisation paie un cabinet d’avocats pour la prise en charge des dossiers des bénéficiaires ;
- Appui psychologique et social aux femmes reçues, et enfin ;
- Hébergement des filles et femmes violentées qui sont en difficulté et qui ne peuvent pas réintégrer leurs maisons après les drames. La durée de l’hébergement varie entre 3 mois et 6 mois. Mais face aux difficultés économiques auxquelles elles font face, ces personnes restent dans le centre certaines fois pendant une année.

Les victimes sont reçues par des intervenantes dans le service d’accueil de Fanm Deside en son local. Ces intervenantes ont pour fonction l’évaluation des cas de faire le référencement et le suivi des dossiers.
- Activités Génératrices de Revenus

De concert avec ses membres, Fanm Deside développe des activités qui lui permettront, sur le long terme, de développer son autonomie vis-à-vis des bailleurs tout en renforçant l’autonomisation économique des femmes en général. Les activités menées sont plurielles. Certaines servent à renforcer la communauté. La production du poulet de chair entre dans ce cadre. Les autres profitent aux membres de l’organisation. Le service de prêt et de microcrédit ainsi que la mutuelle de solidarité ne concernent que les membres. En suivant cet axe, Fanm Deside a mis sur pied un programme qui permet à ses membres de développer des mécanismes d’épargne.

## Actions de Fanm Deside au regard de la loi
L’un des volets est le plaidoyer pour faire entendre les revendications des femmes. Elle prône le changement social, l’inclusion, l’engagement et la justice de genre en faveur du respect des droits des femmes. Elle accompagne les femmes et filles victimes de violence de genre. Cet accompagnement comporte plusieurs volets: médical, légal, psychosocial et hébergement. Fanm Deside travaille en étroite collaboration avec la police, la justice ainsi que les hôpitaux afin que les victimes soient suivies dans les bonnes conditions.
Les services et les bénéficiaires de service. Les activités de Fanm Deside concernent avant tout les femmes et les filles. Son offre de service va de pair avec sa mission et sa vision : le respect des droits des femmes et l’autonomisation progressive de cette catégorie.
Les bénéficiaires des services sont en majorité des fillettes et des adolescentes. L’âge des bénéficiaires, des victimes de violence, varie entre 2 et 10 ans pour les filles, entre 14 et 18 ans pour les adolescentes. Quant à la violence conjugale, elle concerne toutes les tranches d’âge, de 18 à 70 ans. Le service d’hébergement fait partie des services clés de l’organisation pour ce qui ne concerne que les femmes et les filles victimes de violence.
Accompagnement post sortie de crise : demande de payer un logement, de fournir un métier
L’organisation souhaite avoir un espace pour travailler avec les jeunes filles, un lieu d’apprentissage et de leadership pour celles-ci.
Un homme peut solliciter les services de Fanm Deside sur les questions qui concernent notamment la médiation familiale. Ces actions qui profitent aux hommes visent à développer les valeurs de masculinité positive en vue de déconstruire la domination masculine avec les deux sexes. Cependant, même s’ils bénéficient d’un service d’écoute et d’accompagnement familial, les hommes n’ont pas accès à l’assistance judiciaire.

## Alliances et relation de Fanm Deside
L’organisation revendique des valeurs de gauche : dont, la participation, l’inclusion et la solidarité. Elle évolue dans un environnement politique local et national difficile. Cela ne l’empêche pas d’affirmer ses positions face aux dérives politiques tant nationales que régionales, face aux problèmes spécifiques aux femmes et/ou généraux tels que : l’insécurité, l’impunité, les injustices sociales et la corruption.
FD était membre de la KONAP quand cette coalition d’organisations féministes fonctionnait. Pour réaliser ses activités, elle poursuit sa collaboration avec des organisations de niveau national. Elle collabore avec SOFA, Kay Fanm, AFASDA, URAMEL, CROSE dans des actions stratégiques. Elle collabore aussi avec des institutions étatiques.
Sur le plan international, Fanm Deside était un membre actif de la Marche Mondiale des femmes. Elle souligne la difficulté de s’insérer durablement dans les réseaux internationaux du fait des coûts des voyages que ses membres doivent effectuer à l’étranger. Fanm Deside ne détient pas les fonds nécessaires pour financer ces déplacements.

## Les sources de revenus de l’organisation
Fanm Deside a plusieurs sources de revenu. Pour son fonctionnement, ses principales ressources proviennent des bailleurs de fonds via les projets que ces derniers financent. Consciente de cette dépendance vis-à-vis de ses bailleurs, elle a mis en place sa propre activité génératrice de revenu : le poulailler. L’activité a débuté en juin 2014 à la suite d'une étude de marché et d'un plan d’affaires. L’organisation avait choisi de faire à la fois l’élevage et la production de poulets de chair. La plupart des marchandes qui revendent du poulet de chair à Jacmel sont membres de Fanm Deside. Auparavant, elles devaient faire plusieurs kilomètres pour acheter les poulets chez d’autres fournisseurs hors du Sud’Est. Nous avons choisi cette activité pour les aider à trouver les poulets sur place et à un prix abordable.
Le poulailler génère des revenus et fonctionne sans apport de ressources externes. L’activité dispose de sa propre comptabilité ; les fonds qu’elle génère sont utilisés pour son fonctionnement et son expansion. En 2020, Fanm Deside commencera à prélever les 5% prévus dans le plan d’affaires afin qu’elle finance ses propres activités et alimente ses contreparties dans les cadres de ses projets.

## Communication et visibilité de l’organisation
Fanm Deside dispose d’un plan de communication interne et externe.
À l’interne, le comité de coordination organise constamment des rencontres de planification pour faire une liste de personnes à contacter. Ce comité entre en contact avec les délégués qui transmettent l’information aux membres de leurs groupes. Pour communiquer avec ses employés, l’organisation privilégie les réunions et les correspondances. En réunion de coordination, les délégués informent les dirigeantes sur ce que souhaitent leurs membres. Outre ces moyens, l’organisation mobilise le téléphone, la bouche à oreille, la correspondance écrite, la porte à porte, la messagerie téléphonique et même WhatsApp, pour faire circuler les informations à l’interne. Pour transmettre un message à ses membres affiliés, l’organisation utilise le téléphone et les déplacements sur le terrain.
À l’externe, Fanm Deside utilise les réseaux sociaux, l’email, la correspondance et le téléphone. Pour atteindre le grand public, elle utilise les médias traditionnels, dont la télévision et la radio. L'organisation dispose d’une page Facebook, d’un compte twitter, d’un compte LinkedIn et d’un site web. En général, les journalistes relaient les messages de la structure. L’organisation entretient de très bons rapport avec la presse. Elle collabore avec les médias qui lui réservent des heures d’antenne lors des dates clés qui concernent les femmes, dont le 8 mars, le 25 novembre, le 3 avril. Ce rapport de confiance établi entre la presse et l’organisation a permis à celle-ci d’améliorer son image et de garantir sa notoriété dans sa zone d’intervention.
Pour assurer sa visibilité, l’organisation utilise les réseaux sociaux. Pour ses prises de position politiques, elle émet des notes à l’intention du public. Pour se faire connaitre du public, elle distribue des brochures, des dépliants, des documentaires et des courts-métrages. Pour évaluer l’impact de ces actions, Fanm Deside prête attention aux commentaires de ses membres et d’autres individus. 

## Reconnaissance communautaire et liens avec les institutions
Les membres ont développé une forte appartenance à l’organisation. Selon la plupart des interviewées, il y a un avant et un après Fanm Deside dans leur vie. Leurs expériences les plus importantes constituent les formations qu’elles ont reçues pendant leur cheminement en tant que membres. Ces formations leur permettent de dire non à des abus et des injustices, notamment les violences conjugales et sexuelles. Le sentiment de reconnaissance envers Fanm Deside s’exprime dans le fait qu’elles se considèrent membres d’une seule famille. Elles ne vivent plus leurs problèmes de manière isolée. Le sentiment de solidarité perçu ou vécu constitue un point essentiel de la reconnaissance de Fanm Deside par ses membres.
Les gens sont généralement satisfaits des services de Fanm Deside. Les survivantes de violence ont témoigné du bienfait de l’accompagnement de l’organisation sur leur vie et du dépassement de leur traumatisme. Les anciennes victimes entretiennent de très bon rapport avec l’organisation et sont toujours disposées à cheminer avec l’organisation si c’est nécessaire. L’organisation mesure son impact sur le fait que les anciennes victimes de violence la réfèrent souvent à des femmes ou des filles en difficulté. Par exemple, l’une des filles accompagnées par le Centre Magalie pour la vie avait des problèmes psychiques après son traumatisme. Son processus de réhabilitation lui a permis de devenir une intervenante de la maison d’hébergement.
En termes de liens développés avec les autres institutions qui interviennent dans la prise en charge, FD estime qu’elle est considérée et reconnue par les autres institutions. En plus de trente ans d’existence, elle a su développer un lien de référencement privilégié avec les institutions de l’État qui travaillent sur les questions de violence faite aux femmes et aux filles dans le Sud-est : le MCFDF/Sud’Est, la Mairie, La Police, la Brigade de protection des mineurs, l’Hôpital Saint Michet et d’autres cliniques privées de Jacmel, la justice et l’IBERS. Le travail de Fanm Deside est apprécié dans son environnement. Les institutions universitaires sollicitent Fanm Deside pour des stages d’accompagnement de leurs étudiants finissants. Du côté des bailleurs, FD a une bonne réputation. Selon ses dirigeantes, l’organisation est connue pour son respect des délais et le sérieux de son travail. Il n’est pas rare qu’un bailleur ayant déjà travaillé avec FD réfère un autre bailleur pour travailler avec celle-ci.